# 藤原麻呂
藤原 麻呂（ふじわら の まろ）は、奈良時代の公卿。名は万里とも記される。右大臣・藤原不比等の四男で、藤原四兄弟の末弟。官位は従三位・参議。藤原京家の祖。

## 経歴
養老元年（717年）9月に美濃介在職中であったが、元正天皇による当耆郡多度山の美泉への行幸があった。同年11月に美泉は大瑞に合うという事で大赦が行われると共に養老と改元される。さらに、美濃守・笠麻呂と共に昇叙されて、麻呂は正六位下から2階昇進して従五位下に叙爵された。
養老4年（720年）8月に父の右大臣・藤原不比等が薨去すると、翌養老5年（721年）正月に不比等の子である藤原四兄弟はそれぞれ大幅な加叙を受けるが、中でも麻呂は一挙に5階の昇叙により従四位上に叙せられる。同年6月に左右京大夫に任ぜられた。
神亀元年（724年）聖武天皇の即位に伴って武智麻呂・房前が正三位に昇叙、翌神亀2年（725年）には蝦夷征討の功労により宇合が従三位に叙せられる等、聖武朝初頭に兄達が公卿として順調に昇進する中、麻呂のみ四位に留まりしばらく昇進の機会がなかった。神亀3年（726年）正月に麻呂が大夫として管轄する京職が白鼠を献上すると、まもなく献上の功労によるものか、麻呂は2階昇進して正四位上に叙せられている。
神亀6年（729年）長屋王の変後の3月に行われた叙位にて、従三位に昇叙され公卿に列す。同年6月に再び麻呂が管轄する左京職が甲羅に「天王貴平知百年」（天皇の世は貴く平和で百年続く）との文字のある亀を献上する。同年8月にこの亀は大瑞の物であり、天に坐す神・地に座す神からの善政への祝福の証として現れたとして天平への改元が行われる。政変を経て発足した武智麻呂が主導する政治体制が、天地の神によって認知されたものであるとの印象を政界に宣伝できる点でも、この瑞祥は効果的であったと考えられる。さらにこの瑞祥は同月に行われた麻呂の妹である光明皇后の立后にも繋がったと見られる。
天平2年（730年）9月に大納言・多治比池守、天平3年（731年）7月に大伴旅人が没し、高齢の中納言・阿倍広庭を除くと、知太政官事・舎人親王の下に議政官は大納言・武智麻呂と参議・房前の2人のみの状態となる。こうした中で、同年8月に政務を担当する公卿の減少から事務の管理が困難になったため、政務担当能力のある者を推薦する旨の勅が出される。ここで官人らの推挙を受けて兄・宇合と共に、麻呂は参議に任ぜられる。また、参議任官前に兵部卿に任ぜられており、同年11月に畿内に惣管、諸道に鎮撫使が設置されると山陰道鎮撫使も兼ねた。天平8年（736年）聖武天皇の吉野行幸が行われるが、麻呂の家政機関が官司に代わって調度品の調達や運搬した役夫に対する食糧の支払いなど、行幸の支援業務を行っている。
天平5年（733年）12月にそれまで最上川河口にあった出羽柵をさらに北の秋田村高清水の岡に移設し、雄勝郡を建郡したが、陸奥国から出羽柵までの往来に時間がかかるようになってしまっていた。この状況の中、陸奥按察使兼鎮守将軍・大野東人が陸奥から出羽柵までの直行路の構築を建言した。これを受けて、天平9年（737年）正月に麻呂は持節大使に任ぜられ、多賀柵より雄勝村を経由する陸奥から出羽国への直通路開削事業を行うために東北地方に派遣される。2月に多賀柵に到着すると、同月から4月にかけて東人が遠征を行い、奥羽山脈を横断して男勝村の蝦夷を帰順させ奥羽連絡通路を開通させる。これを受けて麻呂は4月中旬に征討の完了と徴発した兵士の解散を奏上している。
その後、5月末から6月初旬頃に帰京したと考えられるが、帰京後まもなく当時大流行していた天然痘にかかり7月13日に薨去。享年43。最終官位は参議兵部卿従三位。四兄弟が短期間に相次いで死亡していることから、相互に見舞いのために訪問し合った際に感染したものと考えられる。
藤原京家は麻呂が京職大夫だったことに由来する。

## 人物
弁舌に恵まれ酒と音楽を愛した。「上には聖主有りて、下には賢臣有り僕のごときは何を為さんや。なお琴酒を事とするのみ」と語っていたという。権勢欲や上昇志向に乏しい自虐的とも思われる性格は、元天武天皇の夫人であった藤原五百重娘と異母兄の不比等の間に生まれ、『尊卑分脈』で「密通」とも記されるその出生が影響しているとの見方もある。
歌人として『万葉集』に3首の和歌が、『懐風藻』に5首の漢詩作品が採録されている。

## 官歴
注記のないものは『続日本紀』による。
- 時期不詳：正六位下。美濃介
- 養老元年（717年） 11月17日：従五位下
- 養老5年（721年） 正月5日：従四位上（越階）。6月26日：左右京大夫
- 神亀3年（726年） 正月21日：正四位上（越階）。9月27日：装束司（聖武天皇播磨行幸）
- 神亀6年（729年） 3月4日：従三位
- 天平3年（731年） 3月：兵部卿[12]。8月11日：参議。11月22日：山陰道鎮撫使
- 天平9年（737年） 正月22日：持節大使。7月13日：薨去（参議兵部卿従三位）

## 系譜
『尊卑分脈』による。
- 父：藤原不比等
- 母：五百重娘（不比等の異母妹） - 元天武天皇夫人
- 妻：当麻氏娘
  - 女子：藤原百能（720年 - 782年） - 藤原豊成室、尚侍
- 妻：稲葉気豆の女 - 因幡国八上郡采女
  - 長男：藤原浜成（724年 - 790年）
- 生母不明の子女
  - 男子：藤原綱執
  - 男子：藤原勝人
- 妻：大伴坂上郎女? - 大伴安麻呂の女